# Acca Larenzia (Jacopo della Quercia)
La statua di Acca Larenzia (o Liberalitas) fa parte della decorazione originaria di Jacopo della Quercia per la Fonte Gaia a Siena. Fa coppia con Rea Silvia e oggi è conservata, con gli altri rilievi della fonte, nel complesso museale di Santa Maria della Scala a Siena (all'esterno si trovano le copie del 1868 di Tito Sarrocchi). È in marmo e misura 165 cm di altezza.

## Storia
La decorazione della Fonte Gaia venne commissionata nel 1409, ma portata a compimento dall'artista solo nel 1419, dieci anni più tardi. Acca Larenzia in particolare risale al 1414-1418.
Con la creazione della copia ottocentesca, le statue e i rilievi della fontana vennero smontati e ricoverati prima nel Palazzo Pubblico, poi, in tempi recenti, a Santa Maria della Scala.

## Descrizione e stile
L'opera si trovava a una delle due estremità del parapetto marmoreo della fonte. Rea Silvia era la madre naturale dei gemelli Romolo e Remo, mentre Acca Larenzia, secondo la leggenda che la voleva moglie di Faustolo, ne era la madre adottiva. Entrambe le figure sono infatti rappresentate con i gemelli in braccio o ai piedi, ricollegandosi all'origine mitologica di Siena come fondata da Senio, uno dei figli di Remo, fondatore di Roma.
La statua è ben rappresentativa dello stile dello scultore e della direzione delle sue ricerche. Tramite un personalissimo ripensamento dei modi della scultura gotica, aggiornandosi alle novità della scultura borgognona e fiorentina, Jacopo arrivò a creare figure di grande vitalità, con schemi compositivi nuovi e liberi.
Acca Larenzia è in piedi, col seno scoperto e un panno, retto dalla mano destra, che la copre dalla vita in giù. In braccio tiene uno dei gemelli, che le sfiora il seno, mentre l'altro è ai suoi piedi e tende le braccia verso la madre. Il nudo è tenero e pieno, con una resa naturale. Il complesso avvitamento di linee a spirale non appare forzoso, anzi dà un effetto dinamico raffinato, evidenziato dalla testa ricurva che bilancia l'ancheggiamento tipicamente gotico. Le pose dei bambini accelerano il senso di movimento e tridimensionalità, invitando lo spettatore a una pluralità di vedute, aventi la madre come perno.